# Kanton Vals-les-Bains
Vals-les-Bains is een voormalig kanton van het Franse departement Ardèche. Het kanton maakte sinds maart 2007 deel uit van het arrondissement Largentière, daarvoor behoorde het tot het arrondissement Privas. Het werd opgeheven bij decreet van 13 februari 2014 met uitwerking op 22 maart 2015.

## Gemeenten

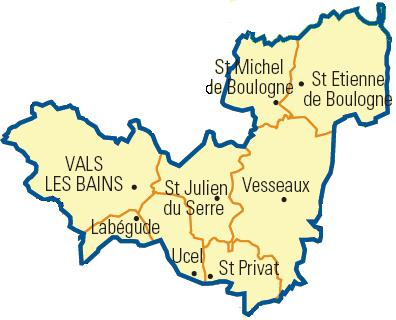
Ligging van gemeenten in het kanton

Het kanton Vals-les-Bains omvatte de volgende gemeenten:
- Labégude
- Saint-Étienne-de-Boulogne
- Saint-Julien-du-Serre
- Saint-Michel-de-Boulogne
- Saint-Privat
- Ucel
- Vals-les-Bains (hoofdplaats)
- Vesseaux